# 愛許蘭社區技術學院
愛許蘭社區技術學院 （英語：Ashland Community and Technical College (ACTC)），位於美國肯塔基州的阿什蘭，是一所兩年制，無條件式錄取open-admissions的學院。

## 學校歷史
愛許蘭初級學院成立於西元1938年，開放學生攻讀二年制學士課程。同年，愛許蘭獨立學校創辦愛許蘭專業學校，並提供專業技術的培訓，並於西元1962年三月六日被肯塔基公共議會Kentucky General Assembly認可。 其後，愛許蘭初級學院更名為愛許蘭社區學院，並且成為肯塔基社區學院系統的一部份。
西元1997年，愛許蘭技術學院與愛許蘭社區學院商量兩校合併合辦高等教育。西元2003年，愛許蘭技術學院與愛許蘭社區學院正式合併，並更名為愛許蘭社區技術學院。

## 認可機構
- 美國教育部。
- 中國教育部。
- 台灣教育部。[2]

## 外部連結
- 愛許蘭社區技術學院官方網站 （页面存档备份，存于）

## 資料來源
1. 1 2  . Ashland Community & Technical College. 2007  [January 2, 2008]. （原始内容存档于July 20, 2008）.
2. ↑  .   [2009-10-22]. （原始内容存档于2009-06-12）.